# Lilla Bässholmen
Lilla Bässholmen är en ö nära Ön i Nagu,  Finland.   Den ligger i Pargas stad i den ekonomiska regionen  Åboland  och landskapet Egentliga Finland. Ön ligger omkring 2 kilometer väster om Ön, omkring 13 kilometer öster om Nagu kyrka,  28 kilometer söder om Åbo och 150 km väster om Helsingfors. Närmaste allmänna förbindelse är förbindelsebryggan vid Pensar som trafikeras av M/S Nordep.